# Mirtowate
Mirtowate (Myrtaceae Juss.) – rodzina roślin należąca do rzędu mirtowców. Obejmuje około 140 rodzajów skupiających około 5,8 tysiąca gatunków. Występują na wszystkich kontynentach w strefie tropikalnej – w Ameryce Środkowej i Południowej, w Afryce subsaharyjskiej, w Azji południowej i wschodniej oraz w Australii i na wyspach Pacyfiku. Jeden rodzaj – mirt (Myrtus) rośnie także w basenie Morza Śródziemnego. Największe zróżnicowanie roślin tej rodziny występuje w Australii i Ameryce Południowej. Do cech charakterystycznych tych roślin należą kuliste zbiorniczki z olejkami eterycznymi powstającymi w wyniku rozpuszczania ścian komórek.
Szereg roślin z rodziny dostarcza jadalnych owoców, przy czym największe znaczenie mają: gujawa pospolita i truskawkowa, a mniejsze: akka Sellowa, goździkowiec brazylijski i inne gatunki z tego rodzaju, mirt zwyczajny, różne gatunki z rodzaju czapetka, Ugni molinae, Plinia cauliflora. Eukaliptusy to ważne źródło drewna, ale też po rozprzestrzenieniu poza Australią także powód dużych zagrożeń pożarowych (liście słabo się rozkładają, a za sprawą dużej zawartości olejków są łatwopalne). Te bogate w olejki eteryczne rośliny znajdują wiele zastosowań w przemyśle kosmetycznym, perfumeryjnym, spożywczym, aromaterapii i medycynie. Mirt zwyczajny jako roślina poświęcona Afrodycie i Wenus odgrywała istotną rolę w mitologii rzymskiej i greckiej i wciąż jest ważną rośliną symboliczną wykorzystywaną do strojenia bukietów i wianków ślubnych. Liczne gatunki uprawiane są jako ozdobne, zwłaszcza z rodzajów: melaleuka (w tym kuflik), eukaliptus, goździkowiec, metrosideros, mirt, Calothamnus, Chamaleucium, Corymbia, Syncarpia, Verticordia i in.

## Morfologia

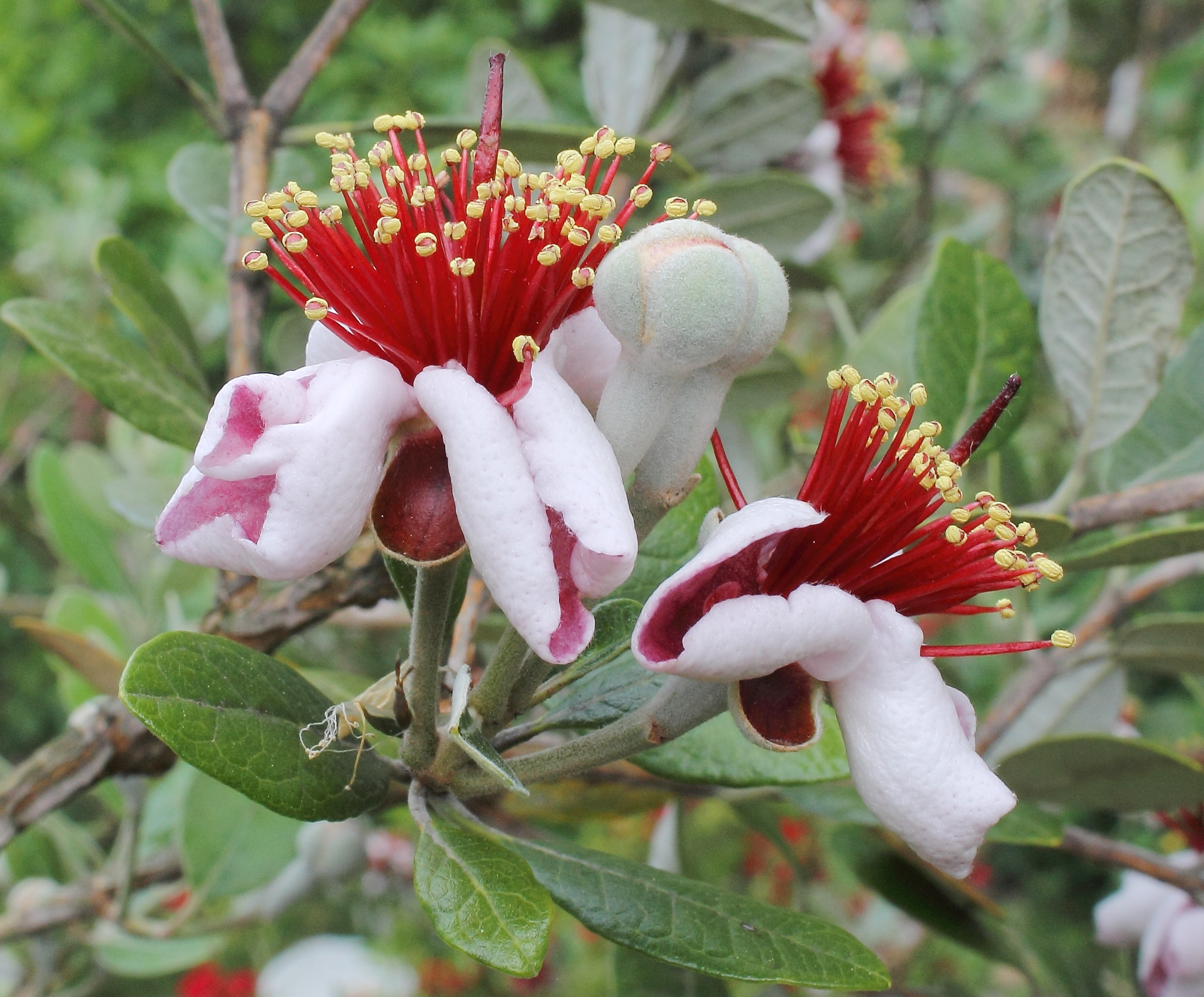
Acca sellowiana

PokrójNajczęściej rośliny należące do rodziny to okazałe drzewa i krzewy, ale reprezentowane są w niej wszelkie formy wzrostowe. Do rodziny należą najwyższe znane drzewa okrytonasienne – współczesne okazy eukaliptusa królewskiego sięgają 101 m wysokości, a w przeszłości ścinano drzewa o długości do 122 m.
LiścieZwykle naprzeciwległe, rzadziej skrętoległe, czy nawet okółkowe, zwykle bez przylistków, po przełamaniu lub roztarciu aromatyczne z powodu zawartości olejków eterycznych. Liście są pojedyncze i całobrzegie, często dimorficzne – na młodych roślinach odmienne pod względem kształtu i wielkości od liści okazów starszych.
KwiatyMają zróżnicowaną budowę i rosną w różnego rodzaju kwiatostanach lub pojedynczo. Zwykle kwiaty są obupłciowe i promieniste, z kubeczkowatym dnem kwiatowym otaczającym przynajmniej częściowo zalążnię. Działki kielicha są najczęściej cztery lub jest ich pięć, rzadko trzy, są wolne lub zrośnięte, czasem ich brzeg jest silnie powcinany. Płatki korony w liczbie czterech lub pięciu (rzadko brak ich zupełnie) są wolne lub zrośnięte, czasem odpadają zaraz po rozwinięciu się kwiatu. Częstą cechą jest rozwój wielu okazałych pręcików, które wyrastają w jednym lub wielu okółkach. Ich nitki są wolne lub wyrastają w pęczkach w różnym stopniu połączone ze sobą. Pylniki otwierają się podłużnymi pęknięciami, czasem na szczycie. Koniec łącznika często zakończony jest gruczołkiem lub gruczołkami. Zalążnia jest dolna lub wpół dolna z 2–5 komorami zawierającymi od dwóch do wielu zalążków.
OwocSuchy lub mięsisty, przy czym u przedstawicieli australijskich najczęściej jest to sucha torebka, a u roślin z kontynentów amerykańskich – jagoda, rzadko pestkowiec.

## Systematyka

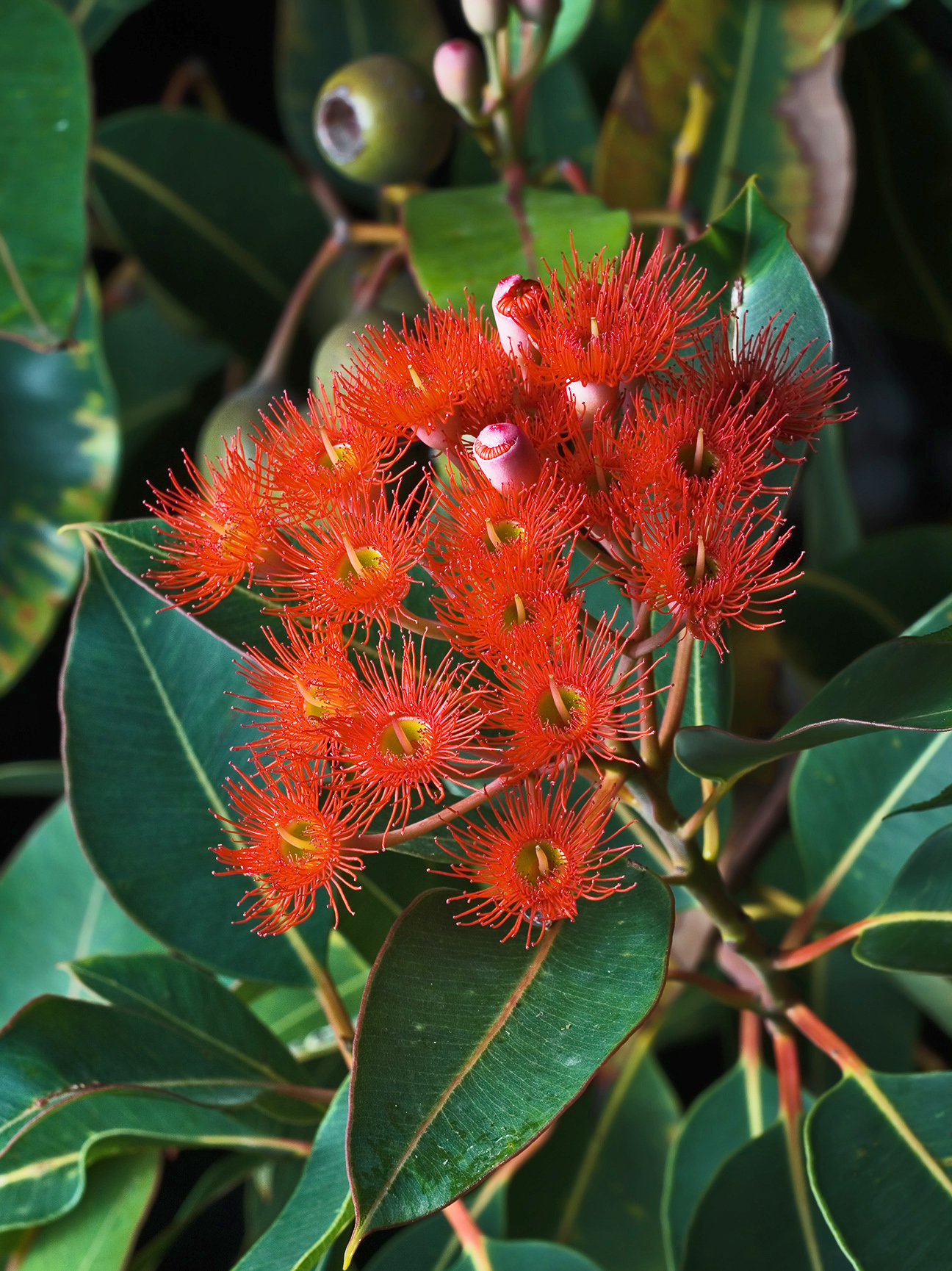
Corymbia ficifolia

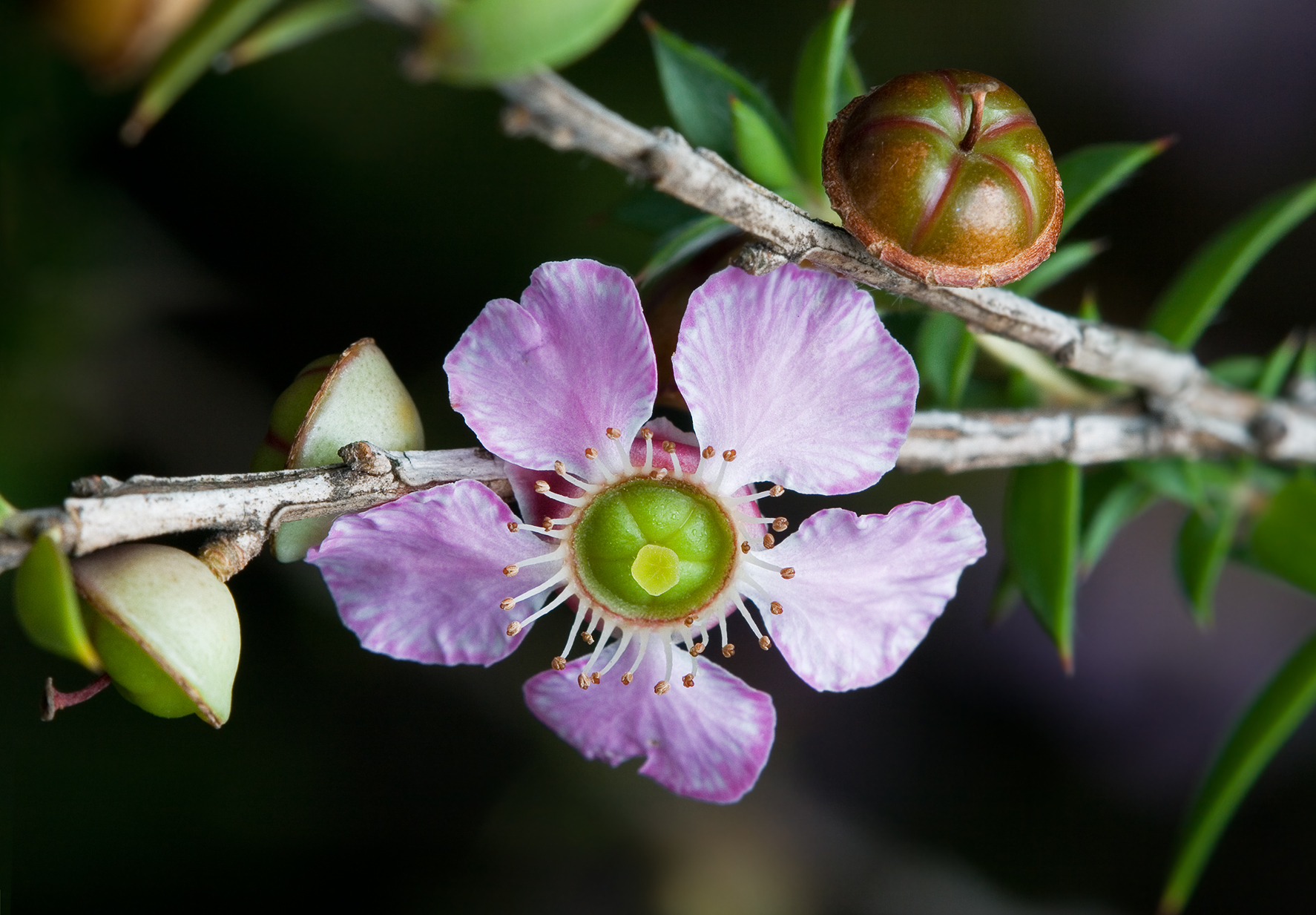
Leptospermum squarrosum

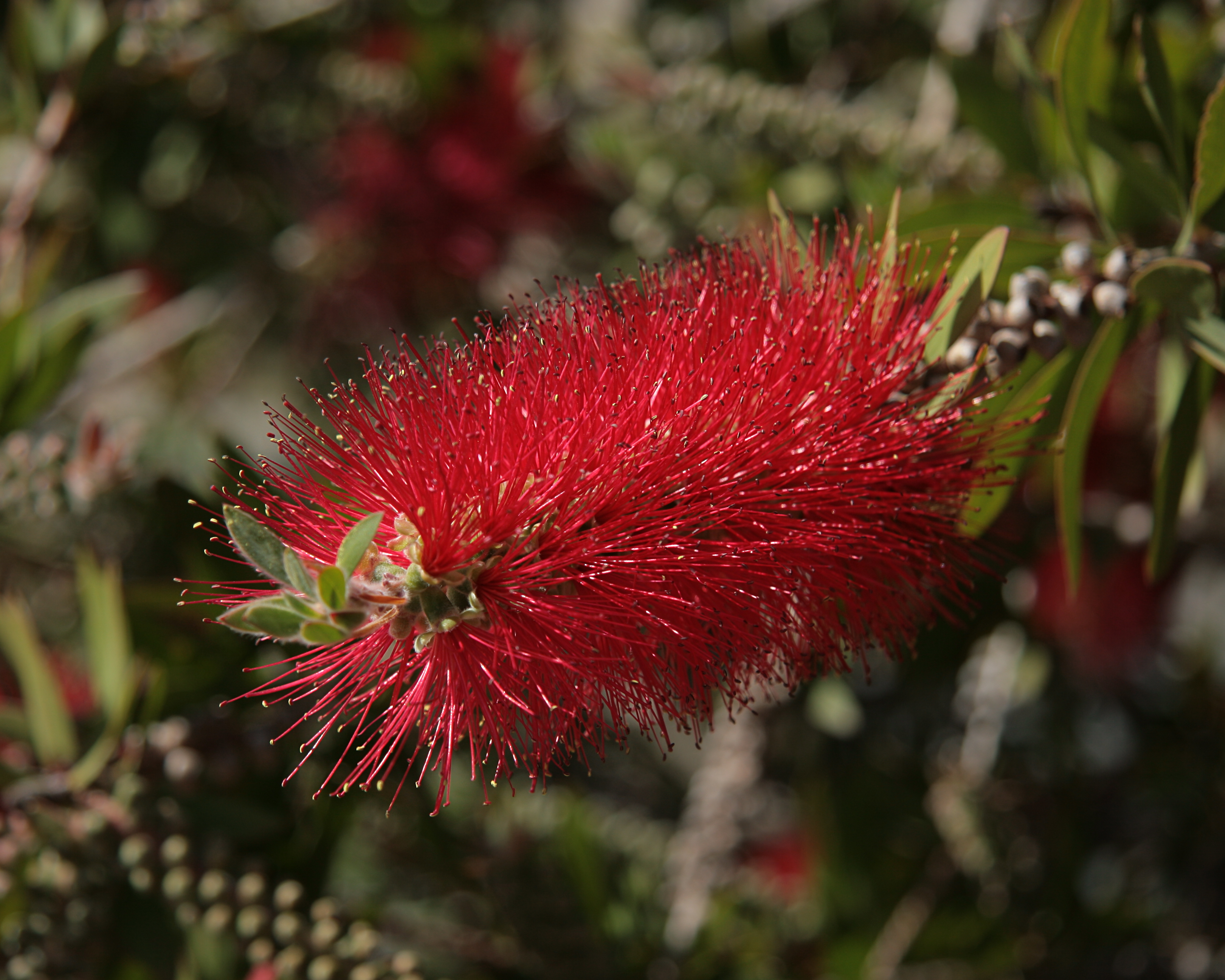
Callistemon citrinus

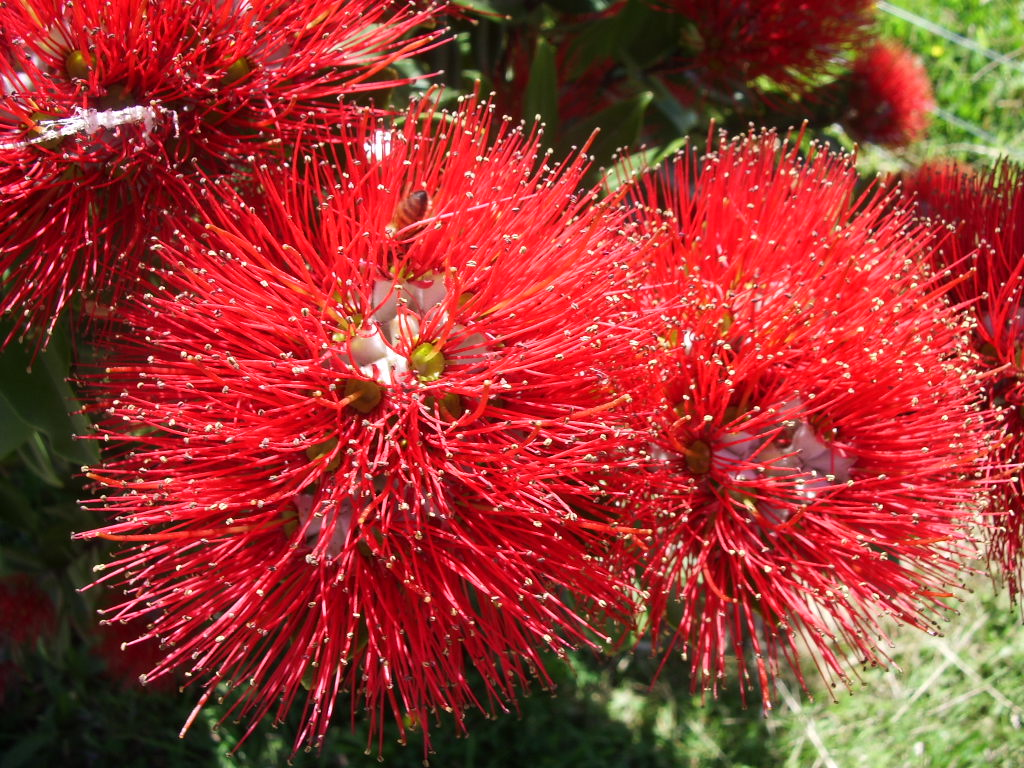
Metrosideros excelsa

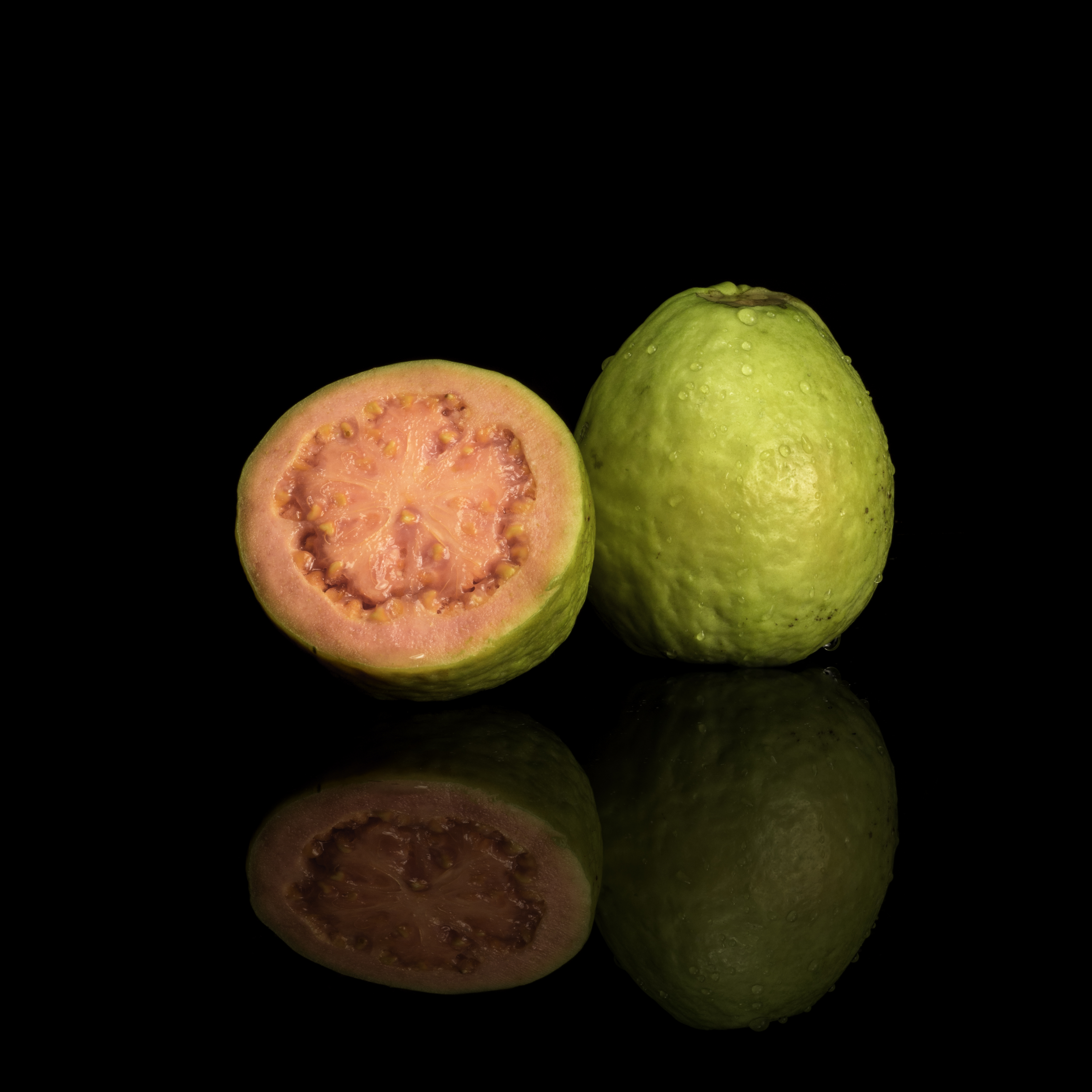
Owoce gujawy

Pozycja według APWeb (aktualizowany system APG IV z 2016)
Rodzina siostrzana dla Vochysiaceae w obrębie rzędu mirtowców (Myrtales).
|  | Onagraceae – wiesiołkowate |
|  |                            |
|  | Lythraceae – krwawnicowate |
|  |                            |

|  | Myrtaceae – mirtowate |
|  |                       |
|  | Vochysiaceae          |
|  |                       |

|  | Crypteroniaceae                                            |
|  |                                                            |
|  | \| \| Alzateaceae \| \| \| \| \| \| Penaeaceae \| \| \| \| |
|  |                                                            |
|  | Alzateaceae                                                |
|  |                                                            |
|  | Penaeaceae                                                 |
|  |                                                            |

|  | Alzateaceae |
|  |             |
|  | Penaeaceae  |
|  |             |

|  | Crypteroniaceae                                            |
|  |                                                            |
|  | \| \| Alzateaceae \| \| \| \| \| \| Penaeaceae \| \| \| \| |
|  |                                                            |
|  | Alzateaceae                                                |
|  |                                                            |
|  | Penaeaceae                                                 |
|  |                                                            |

|  | Alzateaceae |
|  |             |
|  | Penaeaceae  |
|  |             |

|  | Myrtaceae – mirtowate |
|  |                       |
|  | Vochysiaceae          |
|  |                       |

|  | Crypteroniaceae                                            |
|  |                                                            |
|  | \| \| Alzateaceae \| \| \| \| \| \| Penaeaceae \| \| \| \| |
|  |                                                            |
|  | Alzateaceae                                                |
|  |                                                            |
|  | Penaeaceae                                                 |
|  |                                                            |

|  | Alzateaceae |
|  |             |
|  | Penaeaceae  |
|  |             |

|  | Crypteroniaceae                                            |
|  |                                                            |
|  | \| \| Alzateaceae \| \| \| \| \| \| Penaeaceae \| \| \| \| |
|  |                                                            |
|  | Alzateaceae                                                |
|  |                                                            |
|  | Penaeaceae                                                 |
|  |                                                            |

|  | Alzateaceae |
|  |             |
|  | Penaeaceae  |
|  |             |

|  | Onagraceae – wiesiołkowate |
|  |                            |
|  | Lythraceae – krwawnicowate |
|  |                            |

|  | Myrtaceae – mirtowate |
|  |                       |
|  | Vochysiaceae          |
|  |                       |

|  | Crypteroniaceae                                            |
|  |                                                            |
|  | \| \| Alzateaceae \| \| \| \| \| \| Penaeaceae \| \| \| \| |
|  |                                                            |
|  | Alzateaceae                                                |
|  |                                                            |
|  | Penaeaceae                                                 |
|  |                                                            |

|  | Alzateaceae |
|  |             |
|  | Penaeaceae  |
|  |             |

|  | Crypteroniaceae                                            |
|  |                                                            |
|  | \| \| Alzateaceae \| \| \| \| \| \| Penaeaceae \| \| \| \| |
|  |                                                            |
|  | Alzateaceae                                                |
|  |                                                            |
|  | Penaeaceae                                                 |
|  |                                                            |

|  | Alzateaceae |
|  |             |
|  | Penaeaceae  |
|  |             |

|  | Myrtaceae – mirtowate |
|  |                       |
|  | Vochysiaceae          |
|  |                       |

|  | Crypteroniaceae                                            |
|  |                                                            |
|  | \| \| Alzateaceae \| \| \| \| \| \| Penaeaceae \| \| \| \| |
|  |                                                            |
|  | Alzateaceae                                                |
|  |                                                            |
|  | Penaeaceae                                                 |
|  |                                                            |

|  | Alzateaceae |
|  |             |
|  | Penaeaceae  |
|  |             |

|  | Crypteroniaceae                                            |
|  |                                                            |
|  | \| \| Alzateaceae \| \| \| \| \| \| Penaeaceae \| \| \| \| |
|  |                                                            |
|  | Alzateaceae                                                |
|  |                                                            |
|  | Penaeaceae                                                 |
|  |                                                            |

|  | Alzateaceae |
|  |             |
|  | Penaeaceae  |
|  |             |

|  | Onagraceae – wiesiołkowate |
|  |                            |
|  | Lythraceae – krwawnicowate |
|  |                            |

|  | Myrtaceae – mirtowate |
|  |                       |
|  | Vochysiaceae          |
|  |                       |

|  | Crypteroniaceae                                            |
|  |                                                            |
|  | \| \| Alzateaceae \| \| \| \| \| \| Penaeaceae \| \| \| \| |
|  |                                                            |
|  | Alzateaceae                                                |
|  |                                                            |
|  | Penaeaceae                                                 |
|  |                                                            |

|  | Alzateaceae |
|  |             |
|  | Penaeaceae  |
|  |             |

|  | Crypteroniaceae                                            |
|  |                                                            |
|  | \| \| Alzateaceae \| \| \| \| \| \| Penaeaceae \| \| \| \| |
|  |                                                            |
|  | Alzateaceae                                                |
|  |                                                            |
|  | Penaeaceae                                                 |
|  |                                                            |

|  | Alzateaceae |
|  |             |
|  | Penaeaceae  |
|  |             |

|  | Myrtaceae – mirtowate |
|  |                       |
|  | Vochysiaceae          |
|  |                       |

|  | Crypteroniaceae                                            |
|  |                                                            |
|  | \| \| Alzateaceae \| \| \| \| \| \| Penaeaceae \| \| \| \| |
|  |                                                            |
|  | Alzateaceae                                                |
|  |                                                            |
|  | Penaeaceae                                                 |
|  |                                                            |

|  | Alzateaceae |
|  |             |
|  | Penaeaceae  |
|  |             |

|  | Crypteroniaceae                                            |
|  |                                                            |
|  | \| \| Alzateaceae \| \| \| \| \| \| Penaeaceae \| \| \| \| |
|  |                                                            |
|  | Alzateaceae                                                |
|  |                                                            |
|  | Penaeaceae                                                 |
|  |                                                            |

|  | Alzateaceae |
|  |             |
|  | Penaeaceae  |
|  |             |

|  | Onagraceae – wiesiołkowate |
|  |                            |
|  | Lythraceae – krwawnicowate |
|  |                            |

|  | Myrtaceae – mirtowate |
|  |                       |
|  | Vochysiaceae          |
|  |                       |

|  | Crypteroniaceae                                            |
|  |                                                            |
|  | \| \| Alzateaceae \| \| \| \| \| \| Penaeaceae \| \| \| \| |
|  |                                                            |
|  | Alzateaceae                                                |
|  |                                                            |
|  | Penaeaceae                                                 |
|  |                                                            |

|  | Alzateaceae |
|  |             |
|  | Penaeaceae  |
|  |             |

|  | Crypteroniaceae                                            |
|  |                                                            |
|  | \| \| Alzateaceae \| \| \| \| \| \| Penaeaceae \| \| \| \| |
|  |                                                            |
|  | Alzateaceae                                                |
|  |                                                            |
|  | Penaeaceae                                                 |
|  |                                                            |

|  | Alzateaceae |
|  |             |
|  | Penaeaceae  |
|  |             |

|  | Myrtaceae – mirtowate |
|  |                       |
|  | Vochysiaceae          |
|  |                       |

|  | Crypteroniaceae                                            |
|  |                                                            |
|  | \| \| Alzateaceae \| \| \| \| \| \| Penaeaceae \| \| \| \| |
|  |                                                            |
|  | Alzateaceae                                                |
|  |                                                            |
|  | Penaeaceae                                                 |
|  |                                                            |

|  | Alzateaceae |
|  |             |
|  | Penaeaceae  |
|  |             |

|  | Crypteroniaceae                                            |
|  |                                                            |
|  | \| \| Alzateaceae \| \| \| \| \| \| Penaeaceae \| \| \| \| |
|  |                                                            |
|  | Alzateaceae                                                |
|  |                                                            |
|  | Penaeaceae                                                 |
|  |                                                            |

|  | Alzateaceae |
|  |             |
|  | Penaeaceae  |
|  |             |

Pozycja w systemie Reveala (1993–1999)
Gromada okrytonasienne (Magnoliophyta Cronquist), podgromada Magnoliophytina Frohne & U. Jensen ex Reveal, klasa Rosopsida Batsch, podklasa różowe (Rosidae Takht.), nadrząd Myrtanae Takht., rząd mirtowce (Myrtales Rchb.), podrząd Myrtinae Burnett., rodzina mirtowate (Myrtaceae Juss.).
Podział rodziny
W ujęciu APWeb rodzina dzielona jest na dwie podrodziny Psiloxyloideae i Myrtoideae. W systemach preferujących wydzielanie licznych i drobnych rodzin taksony te podnoszone są do rangi odrębnych rodzin (rodzinę Psiloxylaceae Croizat wyróżniają np. systemy Takhtajana i Reveala). W systemie Takhtajana rodzaj Heteropyxis z Psiloxyloideae wyodrębniony został dodatkowo do rangi odrębnej rodziny Heteropyxidaceae Engler & Gilg.
Podrodzina Psiloxyloideae Schmid:
- Psiloxylon Tul.
- Heteropyxis Harvey

Podrodzina Myrtoideae Sweet:
- Acca O. Berg – akka (w tym Feijoa)
- Accara Landrum
- Actinodium S.Schauer ex Schltdl.
- Agonis (DC.) Sweet
- Algrizea Proença & NicLugh.
- Allosyncarpia S.T.Blake
- Aluta Rye & Trudgen
- Amomyrtella Kausel
- Amomyrtus (Burret) D.Legrand & Kausel
- Angophora Cav.
- Anticoryne Turcz.
- Archirhodomyrtus (Nied.) Burret
- Arillastrum Pancher ex Baill.
- Astartea DC.
- Asteromyrtus S.Schauer
- Astus Trudgen & Rye
- Austromyrtus (Nied.) Burret
- Babingtonia Lindl.
- Backhousia Hook. & Harv.
- Baeckea L.
- Balaustion Hook.
- Barongia Peter G.Wilson & B.Hyland
- Basisperma C.T.White
- Blepharocalyx O.Berg
- Calycolpus O.Berg
- Calycorectes O.Berg
- Calytrix Labill.
- Campomanesia Ruiz & Pav.
- Chamelaucium Desf.
- Chamguava Landrum
- Cheyniana Rye
- Cloezia Brongn. & Gris
- Corymbia K.D.Hill & L.A.S.Johnson
- Corynanthera J.W.Green
- Curitiba Salywon & Landrum
- Cyathostemon Turcz.
- Darwinia Rudge
- Decaspermum J.R.Forst. & G.Forst.
- Enekbatus Trudgen & Rye
- Ericomyrtus Turcz.
- Eucalyptopsis C.T.White
- Eucalyptus L'Héritier – eukaliptus
- Eugenia L. – goździkowiec
- Euryomyrtus S.Schauer
- Gossia N.Snow & Guymer
- Harmogia S.Schauer
- Homalocalyx F.Muell.
- Homalospermum S.Schauer
- Homoranthus A.Cunn. ex S.Schauer
- Hypocalymma (Endl.) Endl.
- Hysterobaeckea (Nied.) Rye
- Kanakomyrtus N.Snow
- Kania Schlechter
- Kardomia Peter G.Wilson
- Kjellbergiodendron Burret
- Kunzea Rchb.
- Legrandia Kausel
- Lenwebbia N.Snow & Guymer
- Leptospermum J.R.Forst. & G.Forst. – leptospermum
- Lindsayomyrtus B.Hyland & Steenis
- Lithomyrtus F.Muell.
- Lophomyrtus Burret
- Lophostemon Schott
- Luma A. Gray
- Lysicarpus F.Muell.
- Malleostemon J.W.Green
- Melaleuca L. – melaleuka (w tym kuflik Callistemon)
- Metrosideros Gaertner – metrosideros
- Micromyrtus Benth.
- Mitrantia Peter G.Wilson & B.Hyland
- Mosiera Small
- Myrceugenia O.Berg
- Myrcia DC. ex Guill.
- Myrcianthes O.Berg
- Myrciaria O.Berg
- Myrrhinium Schott
- Myrtastrum Burret
- Myrtella F.Muell.
- Myrteola O.Berg
- Myrtus L. – mirt
- Neofabricia Joy Thomps.
- Neomitranthes D.Legrand
- Neomyrtus Burret
- Ochrosperma Trudgen
- Octamyrtus Diels
- Osbornia F.Muell.
- Oxymyrrhine S.Schauer
- Pericalymma (Endl.) Endl.
- Pileanthus Labill.
- Pilidiostigma Burret
- Pimenta Lindley – korzennik
- Pleurocalyptus Brongn. & Gris
- Plinia Plum. ex L.
- Psidium L. – gujawa, gruszla
- Purpureostemon Gugerli
- Rhodamnia Jack
- Rhodomyrtus (DC.) Rchb.
- Rinzia S.Schauer
- Ristantia Peter G.Wilson & J.T.Waterh.
- Sannantha Peter G.Wilson
- Scholtzia S.Schauer
- Seorsus Rye & Trudgen
- Siphoneugena O.Berg
- Sphaerantia Peter G.Wilson & B.Hyland
- Stenostegia A.R.Bean
- Stockwellia D.J.Carr, S.G.M.Carr & B.Hyland
- Syncarpia Ten.
- Syzygium Gaertner – czapetka
- Taxandria (Benth.) J.R.Wheeler & N.G.Marchant
- Temu O.Berg
- Tetrapora S.Schauer
- Thaleropia Peter G.Wilson
- Thryptomene Endl.
- Triplarina Raf.
- Tristania R. Brown
- Tristaniopsis Brongn. & Gris
- Ugni Turcz.
- Uromyrtus Burret
- Verticordia DC.
- Welchiodendron Peter G.Wilson & J.T.Waterh.
- Whiteodendron Steenis
- Xanthomyrtus Diels
- Xanthostemon F.Muell.